# شهرستان کازتالوف
شهرستان کازتالوف (به قزاقی: Казталов ауданы، كازتالوۆ اۋدانى) یک شهرستان در قزاقستان است که در استان قزاقستان غربی واقع شده‌است. این شهرستان ۳۱۰۸۹ نفر جمعیت دارد.